# This Is Not the Way Home
This Is Not the Way Home (englisch für Das ist nicht der Weg nach Hause) ist eine Science-Fiction-Kurzgeschichte des australischen Schriftstellers Greg Egan, zuerst veröffentlicht in Mission Critical bearbeitet von Jonathan Straham im Jahr 2019. Diese beschreibt eine Rettungsmission vom Mond mithilfe eines Himmelshaken im Mondorbit. This Is Not the Way Home ist ebenfalls der Titel des zweiten Studioalbums der australischen Indie-Rock-Band The Cruel Sea aus dem Jahr 1991, welche die Inspiration für den Titel gewesen sein könnte. Die Kurzgeschichte erschien ebenfalls in der Sammlung Sleep and the Soul im Jahr 2023.

## Handlung
Aisha, welche seit ihrer Kindheit schon Astronautin werden wollte, und ihr Ehemann Gianni gewinnen Flitterwochen auf einer chinesischen Mondbasis und reisen für ihren Aufbruch nach China. Nach ihrer Ankunft auf dem Mond bricht jeder Kontakt zur Erde ab, wobei ein Konflikt zwischen den Vereinigten Staaten und China vermutet wird, der eine weitere Rettungsmission vorerst verhindern würde. Shuttles stehen nicht für alle zur Verfügung und Gianni stirbt bei der Evakuierung der Mannschaft. Aisha, die nun auf dem Mond gestrandet ist, erfährt von ihrer Schwangerschaft. Sie schmiedet einen Plan, um mithilfe von Himmelshaken in der Mondumlaufbahn ein Fahrzeug zurück zur Erde zu bringen und singt dann sanft für ihr Baby.

## Auszeichnung
This Is Not the Way Home war für den japanischen Seiun-Preis im Jahr 2021 nominiert gewesen.

## Kritik
James Wallace Harris schreibt auf classicsofsciencefiction.com, dass die Kurzgeschichte ihn an Der Marsianer erinnert, aber mehr noch an Die Invasion der Wurmgesichter von Kip Russell und Heinlein („reminded me of The Martian, but more than that it reminded [him] of Kip Russell and Heinlein’s Have Space Suit-Will Travel“), auch wenn Greg Egan die Bemühungen von Aisha nicht genauso überzeugend beschreibt („Egan didn’t quite make Aisha’s efforts as compelling“). Dennoch sei die Kurzgeschichte wesentlich besser als viele andere in Asimov's und Analog („a whole lot better than many of the stories [...] in Asimov’s and Analog“). Problematisch sei jedoch, dass nur mit visueller Beschreibung der Tod von Jingyi nicht komplett klar sei, da diese aus Sicht der Charaktere fehlinterpretiert werden kann („didn’t realize Jingyi was dead or had committed suicide because of the way it was visually described. Describing what a character sees doesn’t always get interpreted correctly“). Bei einer weiteren Lesung, jedoch nicht bei der ersten, mache das jedoch Sinn („reread [of] the story it all made perfect sense, but not with the first reading“). Zusammenfassend stelle Greg Egan ein faszinierendes Problem für seine Geschichte auf, aber enttäuscht aus zwei Gründen („Egan sets up an intriguing problem for his story but disappoints [...] for two reasons“). Zum einen reihen sich zu viele Glücksfälle aneinander, welche unglaubwürdig seien („there were just too many lucky breaks lining up one after the other to be believable“) und zudem wird niemals enthüllt, warum der Kontakt zur Erde abbrach („we never found out why the moonbase lost contact with Earth“).
Russell Letson schreibt im Locus Magazine, dass die Kurzgeschichte ein geniales Entkommen („ingenious escape“) sei und die raketenlosen Reise sehr detailliert beschrieben wird („their rocketless voyage is given a detailed description“).